# Boothipuram
Boothipuram là một thị xã panchayat của quận Theni thuộc bang Tamil Nadu, Ấn Độ.

## Nhân khẩu
Theo điều tra dân số năm 2001 của Ấn Độ, Boothipuram có dân số 9623 người. Phái nam chiếm 51% tổng số dân và phái nữ chiếm 49%. Boothipuram có tỷ lệ 60% biết đọc biết viết, cao hơn tỷ lệ trung bình toàn quốc là 59,5%: tỷ lệ cho phái nam là 69%, và tỷ lệ cho phái nữ là 50%. Tại Boothipuram, 12% dân số nhỏ hơn 6 tuổi.